# Шпори (конна езда)
Вижте пояснителната страница за други значения на Шпори.
Шпори са двойка метални инструменти, използвани при конна езда.

## Произход
В историческата наука преобладава мнението, че изобретяването и въвеждането на шпорите правят келтите в Западна и Югозападна Европа, където такива находки са засвидетелствани още в V в. пр.Хр. Шпорите, заедно със седлото и юздите, са принадлежности за овладяване на коня включително и в бойна обстановка. Тези нововъведения несъмнено повишават значението на тежковъоръжената конница, която чрез тях придобива по-голяма маневреност и приспособимост в условията на боя. В съчинението си За ездаческото изкуство Ксенофонт съобщава, че шпорите са важно средство за ездача при нужда конят рязко да скочи или да промени скоростта си, за преодоляване на препятствия. Носенето на шпори е свързано не само с функционалност, но е и изява на социален ранг.

## Употреба
Днес шпорите се поставят на тока на специални ботуши за езда. Предназначението им е да служат като помощ при управлението на коня. Шпорите се използват във всички конни спортни дисциплини. Използват се също така и от каубоите. Съществуват стриктни правила при тяхното използване. Предвиждат се наказания, ако тези правила не са спазвани, защото водят до малтретиране на животните.